# 無極
無極（むきょく）とは、道教・儒教（宋学・朱子学）において、太極の前段階、あるいは太極の性質としての無限定性を表す概念。
儒教（宋学・朱子学）においては、北宋の周敦頤による『太極図説』で説かれたことで、普及・定着した。